# Ребілль (муніципалітет)
Ребілль (дан. Rebild) — муніципалітет у регіоні Північна Ютландія королівства Данія. Площа — 621.3 квадратних кілометрів. Адміністративний центр муніципалітету — місто Стеврінг.

## Населення
У 2012 році населення муніципалітету становило 28 911 осіб.